# Galleria d'arte moderna e contemporanea Lorenzo Viani
La Galleria d‘arte moderna e contemporanea Lorenzo Viani (GAMC) ha sede a Viareggio, in Italia. La struttura ospita, in modo permanente, la più importante raccolta pubblica delle opere del pittore Lorenzo Viani, provenienti principalmente dalla collezione Varraud-Santini. Di notevole rilevanza, tra le molte che compongono la collezione civica, le donazioni Lucarelli e Pieraccini. La Galleria ospita, inoltre, numerose mostre temporanee durante tutto l'anno.

## Struttura
La galleria ha sede nello storico Palazzo delle Muse, in piazza Mazzini, a pochi passi dal lungomare di Viareggio. Il palazzo, risalente al 1861, è anche sede della biblioteca comunale e dell'archivio storico.

## Le collezioni permanenti

### Collezione Varraud Santini
Acquisita nel 1979. Consta di 50 opere di Lorenzo Viani.

### Donazione Lucarelli
45 opere di importanti autori italiani del ‘900 come Renato Guttuso, Giulio Turcato, Mario Sironi, Virgilio Guidi, Carlo Carrà, Gianni Dova, Massimo Campigli, Antonio Corpora, Giorgio de Chirico.

### Donazione Pieraccini
La più consistente collezione con circa 2300 opere, in gran parte di arte contemporanea europea, donate dal senatore Giovanni Pieraccini. Fanno parte della collezione un imponente numero di opere di grafica internazionale di artisti come Pierre Alechinsky, Fernand Léger, Roy Lichtenstein, Giacomo Balla, Enrico Castellani e molti altri.

### Altre collezioni importanti
- Uberto Bonetti, con circa 250 pezzi in gran parte scelti dall’autore stesso e poi ulteriormente definita dalle figlie dopo la sua morte
- Moses Levy, 28 opere donate dagli eredi
- Alfredo Catarsini, 30 opere donate dagli eredi
- Alfredo Angeloni, costituita da 107 opere e alcuni documenti
- Premio Viareggio, associata alla manifestazione letteraria di Leonida Répaci
- Comunale, costituita da alcuni quadri di autori vari e 17 matrici xylografiche di Lorenzo Viani

## Mostre selezionate
- BAU OUT - VIE D'USCITA POSSIBILI, 2018
- Antonio Possenti di segni e di sogni, accompagnata dalla proiezione del docu-film Storie di Altromare di Lorenzo Garzella, 2018
- OVER THE REAL. Festival internazionale videoarte, (III edizione), 2017.
- Impressioni e parole su carta. Da Man Ray a Dorazio, cartelle grafiche dalla donazione Pieraccini, 2017.
- BAU GPS - Global Participation System (opere di Giuseppe Chiari, Gillo Dorfles, Ketty La Rocca, Eugenio Miccini, Giulia Niccolai, Ben Vautier, Andy Warhol e altri), 2017.
- Sei Canzoni di Sandro Chia, in collaborazione con la Stamperia 2RC, 2017.
- Il viaggio di Mastorna. Il sogno di un film messo in scena, in collaborazione con il Centro Sperimentale di Cinematografia di Roma e l’Istituto Luce, 2017[3].
- Ottone Rosai alla GAMC, 2015.
- Segno, gesto, materia. Esperienze europee nell‘arte del secondo dopoguerra (opere di Jean Fautrier, Emilio Vedova, Jean Dubuffet, Lucio Fontana, Alberto Burri e altri), 2015.
- David Cronenberg: Chromosomes, 2015[4].